# Allée Guillaume-Thomas-Raynal
L' allée Guillaume-Thomas-Raynal également appelée allée de l'Abbé-Guillaume-Thomas-Raynal est une voie du 16e arrondissement de Paris.

## Situation et accès
L'allée Guillaume-Thomas-Raynal est un tronçon de l'allée centrale de l'avenue du Président-Wilson qui débute à la jonction des rues de Magdebourg, de Lübeck et de l'avenue Albert-de-Mun et qui se termine place du Trocadéro et du 11 Novembre.

## Origine du nom
Cette voie porte le nom de l'abbé Guillaume-Thomas Raynal (1713-1796) l'historien, écrivain et penseur français.

## Historique
Sur demande du conseil de Paris en date de juin 2017, le tronçon de l'allée centrale de l'avenue du Président-Wilson a pris sa dénomination actuelle en novembre 2017 et inauguré le 18 mai 2018,,.
L'allée se trouve en effet à la hauteur de l'ancien domicile de Guillaume-Thomas Raynal, 1 rue des Batailles, voie détruite par le percement de l'avenue d'Iéna,.
Cette dénomination est le résultat d'une initiative de la Société d'Étude Guillaume-Thomas Raynal et de la Société historique d'Auteuil et de Passy. Les deux associations militent par ailleurs pour l'installation d'un monument en hommage au penseur, en haut de l'allée, face à la statue équestre de Washington. Il s'agirait de l'érection d'un obélisque inspiré de celui que Raynal créa en Suisse en 1783 au bord du lac des Quatre-Cantons, « en l'honneur de Guillaume Tell et des premiers fondateurs de la liberté helvétique », et qui fut frappé par la foudre en 1796. Le projet a le soutien de plusieurs institutions et associations, parmi lesquelles l'Institut de France, la mairie du 16e arrondissement, le conseil départemental de l'Aveyron, l'Académie des sciences, lettres et arts de Marseille et de la Société des lettres, sciences et arts de l'Aveyron,.